# ラトクリフ街道殺人事件
ラトクリフ街道殺人事件（ラトクリフかいどうさつじんじけん）は、1811年12月にイギリス・ロンドンの幹線道路であるラトクリフ街道で起きた連続殺人事件。2家族計7人が惨殺され、当時のロンドン市民を恐怖に陥れ、19世紀のイギリスでは切り裂きジャックと並んで残虐と非道を象徴する事件とされた。事件発生の同月に犯人が断定され、間もなくその者が自殺したことで事件は一応終息したが、後には当時の警察捜査の杜撰さが指摘されたことで、この犯人断定には疑問がもたれており、より近代的な警察組織の必要が論じられる契機にもなった。

## 事件の概要
1811年12月7日夜。ラトクリフ街道の洋品店で、店主夫婦、その息子である生後3か月の赤ん坊、そして店員の少年の計4人が惨殺された。店主の妻は頭部を叩き潰され、店員の少年も頭部を滅多打ちにされた上に飛び散った脳が散乱しており、赤ん坊は顔面が叩き潰された上に、首が胴から切断しそうなほど切り裂かれているという残虐さであった。この家の女中が買物に出かけている間の約20分間での犯行であった。現場には凶器とみられる大きな鑿、槌などの工具類が残されており、店の裏には2組の足跡が残されていた。また、その日の夕方に2,3人の男が店外をうろついていたとの証言もあった。
同月の19日夜、その洋品店の近所の酒場で、店主夫婦と使用人の少女の計3人が同様の手口で惨殺された。残虐さは前回同様であり、少女は頭蓋骨を激しく叩き砕かれた上、首が胴からほとんど切り離されていた。今回は、同居していた店主夫婦の14歳の孫娘はかろうじて被害を逃れた。目撃者の証言によれば、犯人は身長180センチメートルほどで、足の不自由そうな男とのことであった。

## 犯人断定

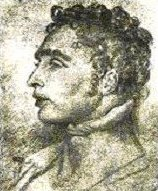
ジョン・ウィリアムズ

同月の23日、ジョン・ウィリアムズ(John Williams)という27歳の船員が尋問を受けた。彼は最初の事件現場である洋品店の店主とともに船に乗った経験を持つ上、2件目の現場である酒場を訪れたこともあった。2件目の事件の夜には、当時泊っていた宿から外出しており、帰宅時には姿を見られたくない素振りであり、外出前よりも多くの金を持っていた、といった事情から疑いを持たれたのである。
ウィリアムズは容疑を否認したが、事件後に彼の服に血痕があった、事件翌朝に彼が泥だらけの靴下を洗っていたとの証言も上がった。ウィリアムズはそれらを事件とは無関係と弁明しており、「ウィリアムズが犯人だという確証はまだ揃っていない」と語る治安刑事もいたものの、彼の立場は不利になる一方だった。
拘置からわずか4日後の12月27日、ウィリアムズは独房で首を吊って自殺した。周囲は彼が罪を認めたと解釈し、これにより本事件はウィリアムスの単独犯として終息した。12月31日、彼の遺体は凶器の工具類とともに荷馬車に乗せられて街中を引き回され、1万人もの群衆たちの前に晒し者にされた末、穴の中へ放り込まれ、心臓に杭を打ちこまれて葬られた。

## 影響
事件発生直後、『タイムズ』紙上では「過去の殺人記録を顧みるに、その極悪非道において、以下に記す詳細があばくものに匹敵する例が存在するや否や、はなはだ疑問である」と報じられた。この事件によりロンドン市民は恐怖と怒りに襲われ、ラトクリフ街道には野次馬が押し寄せた。事件発生から10時間以内に300個の警報器を売りさばいたという商人もいた。

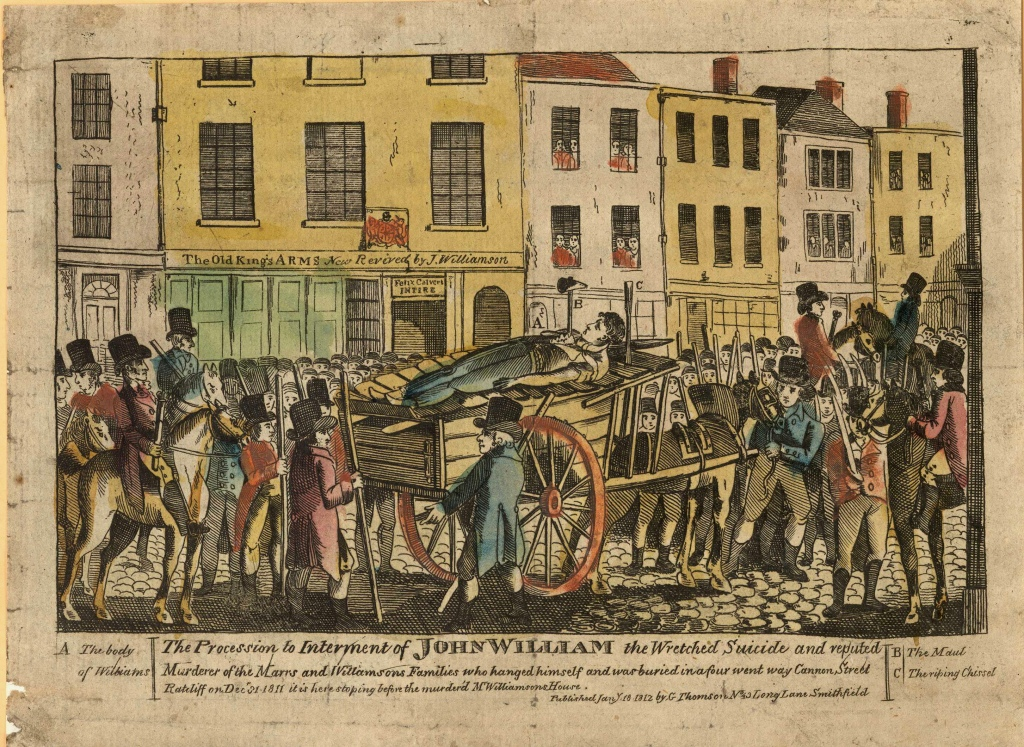
群衆の中を晒し者にされるジョン・ウィリアムズの遺体

前述のようにウィリアムズが死後も晒し者にされて惨い手段で葬られたのも、ロンドン市民たちへの影響が理由である。人々はこの事件に興奮し、何としても犯人に報復したいとの思いが募っていた。当時のロンドンでは、公開処刑は一種の娯楽のように見なされており、処刑の場には膨大な数の見物客が集まるほどだったが、ウィリアムズの場合は処刑を前に自殺してしまい、彼の最期を人々に見せしめる場が失われたことで、その代わりの手段が必要となったのである。
ロンドンのみならず、社会的パニックはイギリスの広範囲にわたった。1854年には同国の評論家のトマス・ド・クインシーが「過去に類を見ない卓越した事件」と述べ、頭部を無残に砕いたり、1歳に満たない赤ん坊まで斬殺するといった残虐さと野蛮さから、犯人を無意味なサディズムの持ち主と分析しており、また当時はロンドンから300キロメートル以上離れたグラスミアに住んでいたにもかかわらず、隣人について「彼女は18枚の扉を閉めるまで休めなかった……寝室と侵入者とのあいだをすべて閉じて錠をさすまで」と語っている。

## 時代背景

### 外国人への偏見
ラトクリフ街道が通っているイーストエンドは、当時は水夫や労働者が何千人もひしめいており、様々な外国人が往来していたことから、何の根拠もなしに無数の移民たち、アイルランド人、ユダヤ人、中国人が犯罪を起こしているといわれた。
本事件においても、最初はポルトガル人が犯人と推測された。理由は、イギリス人にしては残酷すぎるというだけであり、さらに後にはアイルランド人に偏見が向けられた。犯人と断定されたジョン・ウィリアムズも、調書には「背の低い足の不自由なアイルランド人」と記述されていたが、実際にはスコットランド人であり、『タイムズ』紙の報道によれば足の不自由もなかった。
イギリスの劇作家で政治家でもあるリチャード・ブリンズリー・シェリダンは後に議会で、この事件について以下のように語っている。

### 警察事情
1810年代当時のイギリスの警察事情は、近代と比較すると非常に杜撰なものであった。ウィリアムズの拘置に至るまでは、噂話だけを鵜呑みにして数十人に上る容疑者が拘置され、その大部分は前述のような偏見から外国人、そして泥酔者、精神疾患者たちであった。
ウィリアムズの泊っていた宿や洋品店の物証である工具類をさらに調査すれば真相解明に繋がった可能性もあるが、当局ではウィリアムズの拘置時点で、それ以上の捜査は行われなかった。工具類の所持者はウィリアムズ拘置後に判明していたが、その者のアリバイが調べられることもなかった。また工具にイニシャルが彫られているのがわかったのは、事件発生から10日以上も経ってからのことである。
ウィリアムズの死も、当時の状況から本当に自殺かどうか疑問視されており、最後にウィリアムズの姿を見た者は自信をもって「これはまったくの見当違いだ」と述べている。仮にウィリアムズが真犯人であったとしても、洋品店の事件では前述のように2組の足跡が残されており、複数人の不審者が目撃されている。また物証である工具類は重く、1人でそれらを運んで店内に侵入することは無理があり、ウィリアムズの単独犯行は困難とも考えられている。
ロンドンでは本事件を機に、当時の治安対策が時代遅れであることが明白となり、全国的な警察組織の必要性が活発に論じられ始めた。当時の内務大臣リチャード・ライダーも事件翌年の1812年にいち早く警察制度の特別委員会を設置し、警察力増強の法案成立に尽力した。しかしこの委員会の席上において、外務大臣ジョージ・カニングは以下のように発言している。
結局、警察力増強には7万4000ポンドもの経費を要することから、当時の法案は否決された。ロンドンでの近代警察組織の実現は、その後の1829年のロンドン警視庁（スコットランドヤード）設立を待つことになる。